# Lloyd Goodrich
Lloyd Goodrich (10 de julio de 1897 - 27 de marzo de 1987) fue un historiador de arte americano. Escribió extensamente sobre artistas americanos, incluyendo Edward Hopper, Thomas Eakins, Winslow Homer, Raphael Soyer y Reginald Pantano. Estuvo asociado con el  Museo Whitney de Arte Estadounidense en la Ciudad de Nueva York durante muchos años.

## Vida y carrera
Durante su niñez en Nutley, Nueva Jersey, Goodrich fue amigo cercano de Reginald Pantano, quién más tarde se convertiría en un importante pintor.
Inicialmente Goodrich consideró comenzar carrera como un artista. Estudió pintura y dibujo en la Liga de estudiantes de arte de Nueva York con Kenneth Hayes Miller de 1913 a 1915. Entre finales de 1915 y el verano 1916, estudió con Douglas Volk en la Academia Nacional de Dibujo de Estados Unidos. En 1916 Goodrich regresó a la Liga de estudiantes de arte de Nueva York pero abandonó sus ambiciones artísticas en 1918.
En 1935 el Museo Whitney de Arte Estadounidense le nombró curador de investigación. Más tarde se convirtió en director asociado en 1948, y posteriormente director en 1958.
Goodrich murió de cáncer a los 89 años de edad.

## Libros
- Thomas Eakins: Su vida y obra (1933, Museo Whitney de Arte Estadounidense)
- Winslow Homer (1944, Macmillan y Co.)
- Cuatro Expresionistas Americanos (catálogo de Exposición, 1959, Museo Whitnew de Arte Estadounidense)
- El arte gráfico de Winslow Homero (1968, Museo de Arte Gráfico)
- Winslow América de Homero 1857-1880 (1969, Tudor Publishing Co.)
- Pinturas naive americanas de los siglos XVIII & XIX (1970, Museo Chrysler ) — coescrito con Albert Diez Eyck Gardner
- Edward Hopper (1971, Harry N. Abrams)
- Reginald Marsh (1972, Harry N. Abrams)
- Thomas Eakins (1982, Harvard University Press)
- Albert Pinkham Ryder: Pintor de sueños (1989, Harry N. Abrams) — coescrito con William Innes Homero
- Récord de trabajos por Winslow Homer (2005, Galería Spanierman )